# Eicklingen
Eicklingen község Németországban, Alsó-Szászországban, a Cellei járásban. Lakosainak száma 3473 fő (2023. december 31.).

## Földrajza
Eicklingen Wienhausen és Langlingen községekkel határos.

## Testvértelepülések
- Deauville